# Get'虫倶楽部 みんなの昆虫大図鑑
『Get'虫倶楽部 みんなの昆虫大図鑑』（げっちゅうくらぶ みんなのこんちゅうだいずかん）は、ジャレコより1999年8月13日に発売されたゲームボーイ・ゲームボーイカラー用アドベンチャーゲーム。

## ゲーム内容
妖精によって異世界に連れてこられた主人公が、元の世界に戻るために200種類の昆虫を捕まえる事となる、昆虫採集を目的としたゲーム。移動マップ上や移動先の画面をルーペで探し昆虫を捕まえる。昆虫は種類によって様々な場所に生息しており、また登場する昆虫も実在のものとなっている。
移動マップ上には森林、水田、砂地、川原、渓流、沼地、畑、花畑、草原といった昆虫の生息している場所が点在しており、そこをルーペで調べる事で中に入る事ができる。移動先の画面ではマップの特定の場所をルーペで調べる事で、昆虫を採取するパートへと移行する。また、移動先によってはそこにいるキャラクターとの会話イベントなどが発生する事がある。
昆虫を採取するパートでは、地面にいたり木にとまっている昆虫を捕まえる「手」、チョウやトンボ、バッタなどを捕まえる「捕虫網」、カメムシなどを捕まえる「ピンセット」、テントウムシなどを捕まえる「吸虫管」、倒木の皮を剥がす「根掘り」といったアイテムを使い昆虫を採取する。昆虫をアイテムを使って捕まえた後は、その昆虫を画面下の方に持っていく事で採取する事ができる。
ゲーム中は常に時間が経過しており、1秒経過する毎にゲーム内時間で1分が経過する。また、ゲーム内の1日は朝7時から始まり、夜9時に終了するので、1日の活動時間は14時間となっている。ゲーム内の1日は時間の経過により、日中→夕方→夜と変化していき、それにより捕まえられる昆虫が変化する事がある。その他、ゲーム内の時間は画面に表示される時計をいじる事で進める事もできる。
ゲーム中で採取した昆虫はゲームタイトルまたはゲーム中の図鑑から閲覧する事ができる。登場する昆虫の総数は310種類、その内の200種類を採取する事でエンディングとなる。また、採取した昆虫は通信ケーブルを使って他のプレイヤーと交換する事もできる。なお、ゲーム冒頭に「30日で200種類の昆虫を捕まえなければならない」と言われるが、30日を超過しても、ゲームオーバーになるなどのペナルティが科せられる事はない。
ゲームのカートリッジは振動機能が搭載されている振動カートリッジであり、カートリッジに単四乾電池をセットする事で昆虫を捕まえた時などに振動するようになる。また、ゲームソフトにはゲーム中に登場する昆虫の情報が記載された「昆虫図鑑ミニブック」が付録として同梱されていた。

## ストーリー
“夏、この町に昆虫達はもういない…”
主人公である少年は、学校の先生が話していた昆虫の事について考えていた。その話に何か惹かれるものを感じ取っていた少年。そしてそれを見ていた妖精によって、少年は辺り一面が自然に囲まれ虫の鳴き声が響く異世界へと連れてこられてしまう。
異世界に連れてこられた少年に、妖精は「この世界で200種類の昆虫を30日で捕まえれば元の世界に戻れる」と言う。昆虫を実際に見た事も触った事もない少年は、妖精から昆虫を捕まえるための道具を貰い、元の世界に戻るために昆虫採集をする事になる。

## 登場キャラクター
主人公
本作の主人公。妖精のリリーに間違って異世界へと連れてこられる。元の世界に戻るため、異世界にて昆虫採集をする事となる。
リリー
異世界の妖精。主人公を間違って異世界へと連れてきてしまう。普段は川原にいる。
わかと もえ
花畑にいる少女。主人公に対し優しく接してくれる。
なかた じゅんいち
畑にいる少年。異世界からやってきた主人公を気にかけてくれる。
なかた はじめ
じゅんいちの父親。ストーリーが進むとショップを開店し、主人公に対し長靴やランプを渡してくれる。
かざみ ゆうた
沼地にいる少年。沼地は危険だからと、最初はとうせんぼしている。
ふじさき じんや
森林にいる少年。リリーに「ガキ大将的な存在」と言われる。
みやぎ とらひこ
砂地にいるお巡りさん。じゅんいちと同じく主人公を気にかけてくれる。
すおう ゆき
渓流にいる少女。最初は渓流をとうせんぼしている。また、心を閉ざしており、初めの頃は妖精であるリリーが見えない。
げんかい
主人公を元の世界に戻す力を持った老人。リリー曰く「この世界の昆虫達の均衡を保っているお方」。

## スタッフ
- プロデューサー:ぬのかわ ひろし(布川博)
- ディレクター:にしやま じゅんいち、みつづか こたろう(三塚虎太郎)
- プランナー:さとう ひろ
- プログラマー:平しま まさゆき、やすま もとお
- シナリオ:おおたに たかし
- エディター:くらき かつひろ
- サウンド:しまむら こういち
- グラフィック:おか みのる、サカモト ナオキ、ワヒラ テツヤ

## 評価
ゲーム誌『ファミコン通信』の「クロスレビュー」では合計21点（満40点）となっている。

## 関連作品
- バトル昆虫伝(1999年) - ジャレコよりPlayStationで発売された昆虫を題材としたシミュレーションRPG。登場するキャラクターの名前と見た目が本作と一致しているが、キャラクター設定などが異なる。